# پراکسید لیتیم

لیتیم پراکسید

پراکسید لیتیم (به انگلیسی: Lithium peroxide) با فرمول شیمیایی Li۲O۲ یک ترکیب شیمیایی است. که جرم مولی آن 45.881 g/mol می‌باشد. شکل ظاهری این ترکیب، پودر سفید است.